# (100496) 1996 WJ
(100496) 1996 WJ es un asteroide perteneciente al cinturón de asteroides, descubierto el 17 de noviembre de 1996 por Dennis di Cicco desde el Sudbury Observatory, Massachusetts, Estados Unidos.

## Designación y nombre
Designado provisionalmente como 1996 WJ.

## Características orbitales
1996 WJ está situado a una distancia media del Sol de 2,384 ua, pudiendo alejarse hasta 2,826 ua y acercarse hasta 1,941 ua. Su excentricidad es 0,185 y la inclinación orbital 1,331 grados. Emplea 1344 días en completar una órbita alrededor del Sol.

## Características físicas
La magnitud absoluta de 1996 WJ es 16,4. Tiene 2,774 km de diámetro y su albedo se estima en 0,069.